# Маркиз де Берланга
Маркиз де Берланга — испанский дворянский титул. Он был создан 10 апреля 1529 года королем Испании Карлосом I для Хуана Санчеса де Веласко и Товара, сеньора де Берланга и де Осма.
Хуан Санчес де Веласко был сыном Иньиго Фернандеса де Веласко и Мендосы (1462—1528), 2-го герцога де Фриаса и 4-го графа де Аро, и Марии де Товар и де Виверо, сеньоры де Берланга.
Название маркизата происходит от названия муниципалитета Берланга-де-Дуэро, провинция Сория, автономное сообщество Кастилия и Леон (Испания).

## Маркизы де Берланга
|                                            | Титул                                                          | Период                                     |
| Креация создана королем Испании Карлосом I | Креация создана королем Испании Карлосом I                     | Креация создана королем Испании Карлосом I |
| ------------------------------------------ | -------------------------------------------------------------- | ------------------------------------------ |
| I                                          | Хуан Санчес де Веласко и Товар                                 | 1529-1540                                  |
| II                                         | Иньиго Фернандес де Веласко и Энрикес                          | 1540-1585                                  |
| III                                        | Педро Санчес де Товар и Веласко                                | 1585 — ?                                   |
| IV                                         | Хуан Фернандес де Веласко Товар и Гусман                       | ? — ?                                      |
| V                                          | Хуан Фернандес де Веласко и Фернандес де Кордова               | ? — 1611                                   |
| VI                                         | Бернардино Фернандес де Веласко и Товар                        | 1611-1652                                  |
| VII                                        | Франсиско Бальтасар де Веласко и Товар                         | 1652-1690                                  |
| VIII                                       | Хосе Мануэль Фернандес де Веласко и Товар                      | 1690-1713                                  |
| IX                                         | Бернардино Фернандес де Веласко и Бенавидес                    | 1713-1727                                  |
| X                                          | Мария дель Пилар Фернандес де Веласко и Бенавидес              | 1727-1734                                  |
| XI                                         | Мария Лусия Тельес-Хирон и Фернандес де Веласко Товар и Гусман | 1734-1759                                  |
| XII                                        | Андрес Мануэль Пачеко Тельес-Хирон                             | 1759-1789                                  |
| XIII                                       | Диего Пачеко Тельес-Хирон Гомес де Сандоваль                   | 1789-1811                                  |
| XIV                                        | Бернардино Фернандес де Веласко Пачеко и Тельес-Хирон          | 1811-1851                                  |
| XV                                         | Хосе Мария Фернандес де Веласко и Хаспе                        | 1852-1888                                  |
| XVI                                        | Менсия Фернандес де Веласко и Бальфе                           | 1909 — ?                                   |
| XVII                                       | Хосе Мария Фернандес де Веласко Сфорца-Цезарини                | 1959-1986                                  |
| XVIII                                      | Анхела Мария Тельес-Хирон и Дуке де Эстрада                    | 1996-2015                                  |
| XIX                                        | Анхела Мария де Солис-Бомонт и Тельес-Хирон                    | 2017 — н.в.                                |

## История маркизов де Берланга
- Хуан Санчес де Веласко и Товар (1500—1540), 1-й маркиз де Берланга. Второй сын Иньиго Фернандеса де Веласко и Мендосы (1462—1528), 2-го герцога де Фриаса и 4-го графа де Аро, и Марии де Товар и де Виверо, сеньоры де Берланга.

1. Супруга — Хуана Энрикес де Рибера и Портокарреро, дочь Фернандо Энрикес де Риберы и Инес Портокарерро Карденас. Ему наследовал их сын:

- Иньиго Фернандес де Веласко и Энрикес (1520—1585), 2-й маркиз де Берланга, 4-й герцог де Фриас.

1. Супруга — Анна Анхела де Гусман и Арагон, дочь Хуана Алонсо де Гусмана, 6-го герцога де Медина-Сидония, и Анны де Арагон и Гурреа. Ему наследовал его сын:

- Педро Санчес де Товар и Веласко, 3-й маркиз де Берланга. Бездетен, ему наследовал его младший брат:

- Хуан Фернандес де Веласко Товар и Гусман[исп.] (1550 — 15 марта 1613), 4-й маркиз де Берланга, 5-й герцог де Фриас, 7-й граф де Аро.

1. Супруга — Мария Тельес-Хирон (1553—1608).
2. Супруга — Хуана Фернандес де Кордова и Энрикес, дочь Луиса Раймундо Фернандеса де Кордовы и Арагона, 4-го герцога де Сегорбе, и Анны Энрикес де Мендосы, графини де Прадес. Ему наследовал его старший сын от второго брака:

- Хуан Фернандес де Веласко и Фернандес де Кордова (1598—1611), 5-й маркиз де Берланга. Ему наследовал его младший брат:

- Бернардино Фернандес де Веласко и Товар[исп.] (1610 — 31 марта 1652), 6-й маркиз де Берланга, 6-й герцог де Фриас, 8-й граф де Аро.

1. Супруга — Изабель Мария де Гусман (1607—1640), 5-я маркиза де Тораль, дочь Габриэля Нуньеса де Гусмана, 1-го маркиза де Тораль, и Франсиски де Гусман.
2. Супруга — Мария Энрикес Сармьенто де Мендоса. Ему наследовал его сын:

- Франсиско Бальтасар де Веласко и Товар (1640—1690), 7-й маркиз де Берланга.

1. Супруга — Мария Каталина де Карвахаль, 4-я маркиза де Ходар, дочь Мигеля де Карвахаля, 3-го маркиза де Ходар, и Изабель де Мендосы, 6-й графини де Кастро. Ему наследовал их старший сын:

- Хосе Мануэль Фернандес де Веласко и Товар (1665 — 9 января 1713), 8-й маркиз де Берланга, 8-й герцог де Фриас, 5-й маркиз де Ходар и 10-й граф де Аро.

1. Супруга — Анхела де Бенавидес и Понсе де Леон, дочь Луиса де Москосо Осорио Месия де Гусмана Мендосы и Рохаса, 8-го графа де Альтамира, и Марии де Бенавидес Понсе де Леон.
2. Супруга — Анна Мария Тельес-Хирон и Бенавидес, дочь Гаспара Тельес-Хирона и Сандоваля, 5-го герцога де Осуна, и Анны Антонии де Бенавидес Понсе де Леон. Ему наследовал его сын от первого брака:

- Бернардино Фернандес де Веласко и Бенавидес (1685—1727), 9-й маркиз де Берланга, 9-й герцог де Фриас, 6-й маркиз де Ходар, 11-й граф де Аро.

1. Супруга — Мария Петронилла де Толедо (брак бездетный). Ему наследовала дочь 7-го герцога де Фриас и внучка 6-го маркиза де Берланга:

- Мария дель Пилар Фернандес де Веласко и Бенавидес (1678 — 30 ноября 1734), 10-я маркиза де Берланга.

1. Супруг — Франсиско Мария Тельес-Хирон (1678—1716), 6-й герцог де Осуна. Ей наследовал их дочь:

- Мария Лусия Тельес-Хирон и Фернандес де Веласко Товар и Гусман (13 декабря 1698 — 8 января 1759), 11-я маркиза де Берланга, 8-я маркиза де Фромиста, 6-я маркиза де Карасена, дочь 6-го герцога де Осуна.

1. Супруг — Франсиско Хавьер Пачеко Тельес-Хирон (1704—1750), 6-й герцог де Уседа, 6-й маркиз де Бельмонте, 3-й маркиз де Менас-Альбас и 5-й граф де ла Пуэбла-де-Монтальбан. Ей наследовал их сын:

- Андрес Мануэль Пачеко Тельес-Хирон и Фернандес де Веласко (8 ноября 1728 — 10 июля 1789), 12-й маркиз де Берланга, 7-й герцог де Уседа, 7-й маркиз де Бельмонте, 4-й маркиз де Менас-Альбас, 6-й граф де ла Пуэбла-де-Монтальбан, 9-й маркиз де Фромиста, 7-й маркиз де Карасена.

1. Супруга — Мария де ла Портерия Фернандес де Веласко, 9-я графиня де Пеньяранда-де-Бракамонте, 6-я виконтесса де Саукильо, дочь Бернардино Фернандеса де Веласко и Пиментеля, 11-го герцога де Фриас. Ему наследовал их сын:

- Диего Пачеко Тельес-Хирон Гомес де Сандоваль[исп.]*(8 ноября 1754 — 11 февраля 1811), 13-й маркиз де Берланга, 8-й герцог Уседа, 13-й герцог Фриас, 13-й герцог Эскалона, 5-й маркиз де Менас-Альбас, 10-й маркиз Фромиста, 8-й маркиз де Бельмонте, 8-й маркиз де Карасена, 7-й маркиз де Тораль, 6-й маркиз де Сильруэло, 10-й маркиз де Харандилья, 13-й маркиз де Вильена, 7-й маркиз дель-Фресно, 11-й маркиз де Фречилья и Вильяррамьель, 10-й маркиз де Вильяр-де-Граханехос, 15-й граф Аро, 17-й граф де Кастильново, 18-й граф Альба-де-Листе, 7-й граф де ла Пуэбла-де-Монтальбан, 10-й граф де Пеньяранда-де-Бракамонте, 18-й граф де Луна, 16-й граф де Фуэнсалида, 8-й граф де Пинто, 9-й граф де Кольменар, 15-й граф де Оропеса, 14-й граф Алькаудете, 14-й граф де Делейтоса, граф де Салазар-де-Веласко.

1. Супруга — Франсиска де Паула де Бенавидес и Фернандес де Кордова, дочь Антонио де Бенавидеса и де ла Куэвы, 2-го герцога де Сантистебан-дель-Пуэрто. Ему наследовал их сын:

- Бернардино Фернандес де Веласко Пачеко и Тельес-Хирон (20 июля 1783 — 28 мая 1851), 14-й маркиз де Берланга, 9-й маркиз де Бельмонте, 9-й герцог Уседа, 14-й герцог Фриас, 14-й герцог Эскалона, 6-й маркиз де Менас-Альбас, 11-й маркиз Фромиста, 9-й маркиз де Карасена, 8-й маркиз де Тораль, 7-й маркиз де Сильруэло, 14-й маркиз Вильена, 8-й маркиз дель-Фресно, 14-й маркиз де Харандилья, 12-й маркиз де Фречилья и Вильяррамьель, 11-й маркиз де Вильяр-де-Граханехос, 16-й граф Аро, 18-й граф де Кастильново, граф де Салазар-де-Веласко, 19-й граф де Альба-де-Листе, 8-й граф де ла Пуэбла-де-Монтальбан, 11-й граф де Пеньяранда-де-Бракамонте, граф де Луна, 17-й граф де Фуэнсалида, 10-й граф де Кольменар, 16-й граф де Оропеса, 15-й граф Алькаудете, 19-й граф де Делейтоса, граф де Вильяфлор, 9-й граф де Пинто.

1. Супруга — Мария Анна Тереза де Сильва Базан Вальдштейн, дочь Хосе Хоакина де сильвы Базана и Сармьенто, 9-го маркиза де Санта-Крус-де-Мудела, 10-го маркиза дель-Висо, маркиза де Байона, 6-го маркиза де Арсикольяр, графа де Монтауто и графа де Пье-де-Конча (брак бездетный).
2. Супруга — Мария де ла Пьедад Рока де Тогорес де Валькарсель, дочь Хуана Непомсено Рока де Тогорес и Скорсия, 1-го графа де Пиноэрмосо, 13-го барона де Риудомс.
3. Супруга (неравный брак) — Анна Хаспе и Масиас. Ему наследовал его сын от третьего брака:

- Хосе Мария Бернардино Сильверио Фернандес де Веласко и Хаспе (20 июня 1836 — 20 мая 1888), 15-й маркиз де Берланга, 10-й маркиз де Карасена, 15-й герцог де Фриас, 12-й маркиз де Фромиста, 17-й граф де Аро, 16-й граф де Алькаудете.

1. Супруга с 1864 года Виктория Балф (1837—1871), дочь Майкла Балфа.
2. Супруга с 1880 года Мария дель Кармен Пиньятелли де Арагон и Падилья (1855—1927), дочь принца Джованни Винченцо Пиньятелли и Марии Кристина Падильи и Лаборде. Ему наследовал его дочь от первого брака:

- Менсия Фернандес де Веласко и Балф (5 мая 1867- ?), 16-я маркиза де Берланга, 18-я графиня де Фуэнсалида. Ей наследовал её племянник:

- Хосе Мария де ла Консепсьон Фернандес де Веласко и Сфорца-Цезарини (2 июля 1910 — 8 мая 1986), 17-й маркиз де Берланга, 18-й герцог де Фриас, 17-й маркиз де Фречилья и Вильррамьель, 11-й маркиз де Тораль, 20-й граф де Аро, 19-й граф де Фуэнсалида, 18-й граф де Алькаудете, 19-й граф де Оропеса. Сын Гильермо Фернандеса де Веласко (1870—1937), 17-го графа де Оропеса, и Каролины Сфорца.

1. Супруга — Мария де Сильва и Аслор де Арагон Карвахаль (1913—2003), дочь Луиса Марии де Сильвы и Карвахаля, 4-го графа де ла Унион, 1-го герцога де Миранда, и Марии де ла Консепсьон Аслор де Арагон и Уртадо де Сальдивар, 13-го графа де Синаркас, 21-го виконта де Вильянова (брак бездетный).

После смерти 18-го герцога де Фриаса, не оставившего наследников, Анхела Мария Тельес-Хирон и Дуке же Эстрада, 14-я герцогиня де Уседа, заявила о своих претензиях на титулы покойного (графство Оропеса и герцогство Фриас). Анхела была потомком Хосефы Антонии Альварес де Толедо и Португаль, дочери 8-го графа де Оропеса, которая была замужем за Гаспаром Тельес-Хироном, 5-м герцогом де Уседа.
- Анхела Мария Тельес-Хирон и Дуке де Эстрада (7 февраля 1925 — 29 мая 2015), 18-я маркиза де Берланга, 14-я герцогиня де Уседа, 16-я герцогиня де Осуна, 20-я герцогиня де Медина-де-Риосеко, 17-я герцогиня де Бенавенте, 16-я герцогиня де Аркос, 19-я герцогиня де Гандия, 19-я герцогиня де Эскалона, 14-я маркиза де Бельмонте, 19-я маркиза де Вильена, 12-я маркиза де Хабалькинто, 18-я маркиза де Фречилья и Вильяррамьель, 12-я маркиза де Тораль, 19-я маркиза де Ломбай, 15-я маркиза де Фромиста, 20-я графиня де Уренья, 17-я графиня де Пеньяранда-де-Бракамонте, 20-я графиня де Фуэнсалида, 15-я графиня де Пинто, 19-я графиня де Алькаудете, 13-я графиня де ла Пуэбла-де-Монтальбан, 20-я графиня де Оропеса, графиня де Салазар-де-Веласко.

1. Супруг — Педро де Солис-Бомонт и Лассо де ла Вега (1916—1959).
2. Супруг — Хосе Мария Латорре и Монтальво (1925—1991), 6-й маркиз де Монтемусо и 8-й маркиз де Алькантара-дель-Куэрво. Ей наследовала её старшая дочь от первого брака:

- Анхела Мария де Солис-Бомонт и Тельес-Хирон (род. 21 ноября 1950), 19-я маркиза де Берланга, 17-я герцогиня де Осуна, 17-я герцогиня де Аркос, 18-я маркиза де Пеньяфьель, маркиза де Харандилья.